# Знаменка (Целинский район)
Знаменка — упразднённый хутор в Целинском районе Ростовской области. На момент упразднения входил в состав Хлеборобного сельсовета. В 2001 году исключен из учётных данных.

## География
Хутор располагался на северо-западе Целинского района, в Предкавказье, в пределах Азово-Кубанской низменной равнины, на расстоянии приблизительно в 3,5 км (по прямой) к северо-западу от хутора Одинцовка.
Климат
Климат умеренный континентальный (согласно классификации климатов Кёппена-Гейгера — Dfa). Среднегодовая температура воздуха положительная и составляет + 10,4 °C, средняя температура самого холодного месяца января — 3,6 °C, самого жаркого месяца июля + 23,8 °C. Расчётная многолетняя норма осадков — 536 мм. Наименьшее количество осадков выпадает в марте (норма — 34 мм), наибольшее в июне (55 мм) и декабре (59 мм).

## История
Населённый пункт возник в 1922 году, когда на данную территорию в плановом порядке были переселены духоборы из Закавказья.
По данным на 1926 год община Знаменка состояла из 22 хозяйств. В административном отношении входила в состав сельсовета «Объединение духоборских общин» Западно-Коннозаводческого района Сальского округа Северо-Кавказского края.
В 1940-е годы в состав общины была включена смежная с ней община Журавлёвка.

## Население
По данным переписи 1926 года в общине проживало 114 человек (65 мужчин и 49 женщин), из которых великороссы составляли 95% населения.